# Tápiógyörgye
Tápiógyörgye là một thị trấn thuộc hạt Pest, Hungary. Thị trấn này có diện tích 53,31 km², dân số năm 2010 là 3679 người, mật độ 69 người/km².